# سيمون فولر (مغني)
سيمون فولر (بالإنجليزية: Simon Fowler)‏ هو عازف قيثارة ومغني بريطاني، ولد في 25 مايو 1965 في Meriden, West Midlands ‏ في المملكة المتحدة.

## وصلات خارجية
- سيمون فولر على موقع IMDb (الإنجليزية)
- سيمون فولر على موقع ميوزك برينز (الإنجليزية)
- سيمون فولر على موقع أول ميوزيك (الإنجليزية)
- سيمون فولر على موقع ديسكوغز (الإنجليزية)